# Metal Will Stand Tall
Metal Will Stand Tall è il primo album del gruppo svedese The Poodles, pubblicato nel 2006. Hanno collaborato diversi artisti tra cui Holly Knight, Mats Levén, Tommy Denader, Jonas Reingold e Marcel Jacob.

## Tracce
1. "Echoes From The Past" – (4:10)
2. "Metal Will Stand Tall!" – (3:21)
3. "Night Of Passion" – (2:59)
4. "Song For You" – (4:43)
5. "Shadows" – (3:01)
6. "Lie To Me" – (3:33)
7. "Rockstar" – (3:22)
8. "Dancing With Tears In My Eyes" – (3:36)
9. "Don't Give Up On Love" – (3:46)
10. "Number One" – (3:14)
11. "Kingdom Of Heaven" – (3:12)
12. "Crying" – (3:54)